# Hyangyak
Hyangyak va ser un acord via contracte fet a Corea que permetia cert grau de govern local.
Durant el regnat de Jungjong (1506–1544), aquest contracte fou complit pels funcionaris de nivell local; els detalls específics foren circulats en forma de text i operaren com una norma de costum informal. El hyangyak es convertí en el nucli de la llei social coreana i el vehicle per a un grau d'autonomia local als seus pobles.
Significà el fonament perquè la Dinastia Joseon implementara el govern al nivell local. La importància dels oficials erudits coreans (yangban) fou augmentada pel paper que tingueren. La implementació del hyangyak obrí el camí per a les escoles i temples i uní els yangban amb la comunitat com a instrumentals per a reforçar el govern a tots els nivells.